# 2017-es indianapolisi 500
A 101. Indianapolisi 500 mérföldes versenyt (angolul 101st Indianapolis 500 vagy szponzorált nevén 101st Indianapolis 500 presented by PennGrade Motor Oil) 2017. május 28-án rendezték meg az Indianapolis Motor Speedwayen. A programok május tizenegyedikén, az utánpótlás sorozatok (Road to Indy) tesztjével kezdődtek, majd tizenkettedikétől kezdve a belső pályán került sor a Grand Prix of Indianapolisra.
Az Indy 500-hoz szorosan kötődő programok közül május tizenötödikén az újoncteszt volt az első, amely során a versenyen először induló pilótáknak különböző feladatokat kellett végrehajtaniuk ahhoz, hogy rajtengedélyt kapjanak.
A pole-pozícióból Scott Dixon indulhatott, a versenyt azonban Szató Takuma nyerte.

## A pálya
Az USA-ban az első kifejezetten autóversenyre épült versenypályát 1909 augusztusában használták először. A kezdetben kátránnyal és kaviccsal leszórt pályán gyakran történtek halálos balesetek a versenyzőkkel és a nézőkkel egyaránt. A vállalkozó Carl Graham Fisher, aki maga is megszállott autóversenyző volt, a pályát 3,2 millió téglával (bricks) újította fel. 1911 májusában rendezték meg az első indianapolisi 500-at. Az első nyertes Ray Harroun volt 120,060 km/h átlagsebességgel. 1935-ben 15 baleset történt, ami ahhoz vezetett, hogy a pálya téglafelületét aszfalttal borították be. Az 1960-as évekig a téglaburkolatot teljesen lefedték aszfalttal, kivéve egy három láb (egy yard) hosszúságú vonalat a célegyenesnél, mely az ovál a The Brickyard nevet kapta. Az eddigi legnagyobb 385,052 km/h-s átlagsebességű kört Arie Luyendyk érte el 1996-ban. Hat évvel korábban szintén ő 299,307 km/h-s átlagsebességgel nyerte az indianapolisi 500-at, mellyel új rekordot állított fel. Az oválpályán egy kör 2,5 mérföld azaz 4,023 km hosszú és 4 kanyart tartalmaz.

## Nevezési lista
A korábbi Indianapolis 500 győztesek közül nevezett Hélio Castroneves, Juan Pablo Montoya, Buddy Lazier, Scott Dixon, Tony Kanaan, Ryan Hunter-Reay, és Alexander Rossi. Korábbi IndyCar Series bajnokok közé tartozott Lazier, Dixon, Kanaan, Hunter-Reay, Will Power és Simon Pagenaud. Ezen kívül Juan Pablo Montoya egykori CART széria bajnok, és Sébastien Bourdais a Champ Car World Series négyszeres bajnoka. Montoya három teljes szezon után csak az Indianapolisi 500 mérföldes versenyen indult 2017-ben.
Április 12-én bejelentették, hogy a kétszeres Formula 1 világbajnok, Fernando Alonso elindul az Indy 500-on, a McLaren 38 év távollét után újra képviseltette magát az Indy 500-on. Az Andretti Autosport autója egy Dallara DW12-es karosszériát használt, melyet a Honda 2,2 literes ikerturbós V6-os, 12 ezres fordulatszámra képes motorja hajtott. Alonso kihagyta a 2017-es Formula–1 monacói nagydíjat, hogy indulhasson Indianapolisban.
Újoncok voltak Fernando Alonso, Jack Harvey, Ed Jones, és Zach Veach. A hivatalos nevezési listát május 14-én hozták nyilvánosságra.
| No.                      | Versenyző                                          | Csapat                                       | Motor     |
| ------------------------ | -------------------------------------------------- | -------------------------------------------- | --------- |
| 1                        | Simon Pagenaud                                     | Team Penske                                  | Chevrolet |
| 2                        | Josef Newgarden                                    | Team Penske                                  | Chevrolet |
| 3                        | Hélio Castroneves Gy                               | Team Penske                                  | Chevrolet |
| 4                        | Conor Daly                                         | A. J. Foyt Enterprises                       | Chevrolet |
| 5                        | James Hinchcliffe                                  | Schmidt Peterson Motorsports                 | Honda     |
| 7                        | Mihail Aljosin                                     | Schmidt Peterson Motorsports                 | Honda     |
| 8                        | Max Chilton                                        | Chip Ganassi Racing                          | Honda     |
| 9                        | Scott Dixon Gy                                     | Chip Ganassi Racing                          | Honda     |
| 10                       | Tony Kanaan Gy                                     | Chip Ganassi Racing                          | Honda     |
| 11                       | Spencer Pigot                                      | Juncos Racing                                | Chevrolet |
| 12                       | Will Power                                         | Team Penske                                  | Chevrolet |
| 14                       | Carlos Muñoz                                       | A. J. Foyt Enterprises                       | Chevrolet |
| 15                       | Graham Rahal                                       | Rahal Letterman Lanigan Racing               | Honda     |
| 16                       | Oriol Servià                                       | Rahal Letterman Lanigan Racing               | Honda     |
| 17                       | Sebastián Saavedra                                 | Juncos Racing                                | Chevrolet |
| 18                       | Sébastien Bourdais (James Davison helyettesítette) | Dale Coyne Racing                            | Honda     |
| 19                       | Ed Jones Ú                                         | Dale Coyne Racing                            | Honda     |
| 20                       | Ed Carpenter                                       | Ed Carpenter Racing                          | Chevrolet |
| 21                       | J.R. Hildebrand                                    | Ed Carpenter Racing                          | Chevrolet |
| 22                       | Juan Pablo Montoya Gy                              | Team Penske                                  | Chevrolet |
| 24                       | Sage Karam                                         | Dreyer & Reinbold Racing                     | Chevrolet |
| 26                       | Szató Takuma                                       | Andretti Autosport                           | Honda     |
| 27                       | Marco Andretti                                     | Andretti Autosport with Yarrow               | Honda     |
| 28                       | Ryan Hunter-Reay Gy                                | Andretti Autosport                           | Honda     |
| 29                       | Fernando Alonso Ú                                  | McLaren-Honda-Andretti                       | Honda     |
| 40                       | Zach Veach Ú                                       | A. J. Foyt Enterprises                       | Chevrolet |
| 44                       | Buddy Lazier Gy                                    | Lazier Racing Partners                       | Chevrolet |
| 50                       | Jack Harvey Ú                                      | Michael Shank Racing with Andretti Autosport | Honda     |
| 63                       | Pippa Mann                                         | Dale Coyne Racing                            | Honda     |
| 77                       | Jay Howard                                         | Schmidt Peterson Motorsports                 | Honda     |
| 83                       | Charlie Kimball                                    | Chip Ganassi Racing                          | Honda     |
| 88                       | Gabby Chaves                                       | Harding Racing                               | Chevrolet |
| 98                       | Alexander Rossi Gy                                 | Andretti Herta Autosport with Curb Agajanian | Honda     |
| Hivatalos nevezési lista |                                                    |                                              |           |

- Gy  Korábbi győztes
- Ú  Indy 500 újonc

## Program
| Va                    | Hé                               | Ke             | Sze            | Csü                         | Pé                           | Szo                   |
| --------------------- | -------------------------------- | -------------- | -------------- | --------------------------- | ---------------------------- | --------------------- |
|                       | 1                                | 2              | 3 teszt        | 4                           | 5                            | 6 Mini-Maraton        |
| 7                     | 8                                | 9              | 10             | 11 Road to Indy szabadedzés | 12 Grand Prix időmérő        | 13 IndyCar futam      |
| 14                    | 15 Újoncok tesztje Szabadedzés   | 16 Szabadedzés | 17 Szabadedzés | 18 Szabadedzés              | 19 Szabadedzés (Fast Friday) | 20 időmérő            |
| 21 időmérő – pole day | 22 Szabadedzés Indy Lights Teszt | 23             | 24             | 25 Indy Lights Időmérő      | 26 Carb Day Freedom 100      | 27 Legends Day Parádé |
| 28 Indianapolis 500   | 29 Memorial Day                  | 30             | 31             |                             |                              |                       |

| Szín     | Megjegyzés                    |
| -------- | ----------------------------- |
| Zöld     | Szabadedzés                   |
| Sötétkék | Időmérő                       |
| Ezüst    | Versenynap                    |
| Piros    | Eső miatt törölve/lerövidítve |
| Üres     | Nincs program                 |

| Szín     | Megjegyzés                    |
| -------- | ----------------------------- |
| Zöld     | Szabadedzés                   |
| Sötétkék | Időmérő                       |
| Ezüst    | Versenynap                    |
| Piros    | Eső miatt törölve/lerövidítve |
| Üres     | Nincs program                 |

- Források: 101st Running of the Indy 500 presented by PennGrade Motor Oil Event Schedule & Road to Indy.

## Privát teszt (március 24)
A Honda csapatainak tesztje volt március 24-én, pénteken. A teszt időpontját a szombatra várható rossz időjárás miatt változtatták meg.
Három csapat, a Chip Ganassi Racing, a Rahal Letterman Lanigan Racing és a Schmidt Peterson Motorsport egy Chevy csapat (Team Penske), összesen tizenegy versenyzője vett részt a pályán a meleg, de szeles napon. Incidensről nem számoltak be. A teszt során a figyelem középpontjába került a Chip Ganassi, miután 2013 után ismét Honda motorokkal köröztek a Speedwayen, miután a Chevrolettől vissza tértek a Honda erőforrásokhoz.
| No. | Versenyző         | Csapat                         | Motor     |
| --- | ----------------- | ------------------------------ | --------- |
| 1   | Simon Pagenaud    | Team Penske                    | Chevrolet |
| 2   | Josef Newgarden   | Team Penske                    | Chevrolet |
| 3   | Hélio Castroneves | Team Penske                    | Chevrolet |
| 5   | James Hinchcliffe | Schmidt Peterson Motorsports   | Honda     |
| 7   | Mikhail Aleshin   | Schmidt Peterson Motorsports   | Honda     |
| 8   | Max Chilton       | Chip Ganassi Racing            | Honda     |
| 9   | Scott Dixon       | Chip Ganassi Racing            | Honda     |
| 10  | Tony Kanaan       | Chip Ganassi Racing            | Honda     |
| 12  | Will Power        | Team Penske                    | Chevrolet |
| 15  | Graham Rahal      | Rahal Letterman Lanigan Racing | Honda     |
| 83  | Charlie Kimball   | Chip Ganassi Racing            | Honda     |

## Privát teszt (április 2)
A Chevrolet csapatok által lefolytatott magántesztet április elsejére tervezték. A hideg hőmérséklet miatt azonban a tesztet elnapolták április másodikára. A teszten három csapat vett részt. Incidensről nem számoltak be.
| No. | Versenyző         | Csapat                 | Motor     |
| --- | ----------------- | ---------------------- | --------- |
| 1   | Simon Pagenaud    | Team Penske            | Chevrolet |
| 2   | Josef Newgarden   | Team Penske            | Chevrolet |
| 3   | Hélio Castroneves | Team Penske            | Chevrolet |
| 4   | Conor Daly        | A. J. Foyt Enterprises | Chevrolet |
| 12  | Will Power        | Team Penske            | Chevrolet |
| 14  | Carlos Muñoz      | A. J. Foyt Enterprises | Chevrolet |
| 20  | Ed Carpenter      | Ed Carpenter Racing    | Chevrolet |
| 21  | J.R. Hildebrand   | Ed Carpenter Racing    | Chevrolet |

## Privát teszt (május 3)
Fernando Alonso programja az ismerkedés mellett elsősorban az újoncok kötelező kvalifikációs tesztjéről szólt. Marco Andretti készítette fel neki a Honda-motorral ellátott versenygépet. Az amerikai több rövidebb etapot is teljesített a narancsszínű géppel, miközben Alonso a pitnél figyelte kollégája munkáját. Magyar idő szerint 16:54-kor aztán végre már Alonso alatt indították be a motort, és a McLaren versenyzője nekivágott első indycaros métereinek. Programja több részből állt. Az újoncok alkalmassági tesztjének három lépcsője van. Összesen 5 szett Firestone-gumi áll rendelkezésükre, melyekkel előbb 10 kört kell teljesíteniük 205 és 210 mérföld/órás átlagsebesség között, aztán 15-15 kört 210 és 215 között, valamint 215-nél gyorsabban. Alonso az első etapján máris három 205 fölötti tempójú kört futott, majd rövid szünet után következtek az újabb körök, és az első lépcsőfok sikerrel vétele. Második etapjának 8. körében már 213 mérföld/órával haladt. Alonso a harmadik etapján már a 11. körét futotta 210 és 215 mérföld/óra között, amihez a következő etapon négy újabb kört tett hozzá. Ezt követően tovább növelte a tempót, 219 mérföld/órás átlagúra. Ezen a ponton arra is ügyelni kell, hogy ne lépje túl a 220 mérföld/órát. Negyedik etapján összesen 5 ilyen tempójú kört futott, majd a következő kimenetelnél hozzátette a hátralévő 10-et is, és ezzel sikeresen teljesítette az újoncok szűrő próbatételét. A tesztet élőben közvetítették az IndyCar közösségi média csatornáin keresztül, és a becslések szerint összesen több mint 2 millióan követték az eseményt.
| No. | Versenyző           | Csapat                 | Motor |
| --- | ------------------- | ---------------------- | ----- |
| 29  | Fernando Alonso (Ú) | McLaren-Honda-Andretti | Honda |

## Újonc teszt (május 15)
Négyen vettek részt az Indy 500 első, május 15-én rendezett gyakorlásán, amely egy újonc- és felfrissítő teszt volt. A leggyorsabb az edzés végén Fernando Alonso lett, aki 36 köréből a leggyorsabb során 221,634 mérföldes (több, mint 369 km/óra) sebességgel repesztett. A második helyen Oriol Servià zárt, így kettős spanyol sikerrel fejeződött az amerikai idő szerint déltől délután két óráig tartó edzés.
A 2017-es IndyCar-szezon egyetlen teljes szezonos újonca, Ed Jones, a Dale Coyne Racing versenyzője végzett a harmadik helyen, legjobb körének átlaga valamivel 220 mérföld alatt maradt (219,288). A tréning negyedik helyére az Indy 500-ra hosszú idő után visszatérő Jay Howard futott be a Schmidt Peterson Motorsport harmadik gépével.
Ötödik lett Sebastián Saavedra, az újonc Juncos Racing versenyzője 216,598 mérfölddel, a hatodik helyet pedig Alonso andrettis csapattársa, a szintén újonc Jack Harvey szerezte meg 214,353 mérfölddel. Az AJ Foyt Racing részéről Zach Veach csupán néhány formációs kört tett meg a pályán közvetlenül azelőtt, hogy a tréning befejeződött volna.
| Pos                     | No. | Versenyző           | Csapat                         | Motor | Speed   |
| ----------------------- | --- | ------------------- | ------------------------------ | ----- | ------- |
| 1                       | 29  | Fernando Alonso (Ú) | McLaren-Honda-Andretti         | Honda | 221.634 |
| 2                       | 16  | Oriol Servià        | Rahal Letterman Lanigan Racing | Honda | 220.759 |
| 3                       | 19  | Ed Jones (Ú)        | Dale Coyne Racing              | Honda | 219.288 |
| Hivatalos eredménylista |     |                     |                                |       |         |